# Fulton, Missouri
Fulton är administrativ huvudort i Callaway County i Missouri. Orten har fått sitt namn efter uppfinnaren Robert Fulton. Fulton är säte för Westminster College och William Woods University.

## Kända personer från Fulton
- Henry Bellamann, författare
- Helen Stephens, friidrottare